# 白石十四男
白石 十四男（しらいし としお）は、日本の作曲家・編曲家。海軍兵学校77期生。
キングレコード専属作家として、春日八郎のヒット曲を数多く手掛けた。
平成元年頃、胃がんを患うが克服する。

## 主な作品

### 編曲
- 大月みやこ「ひなげし小唄」「愛してちょうだい」
- 春日八郎「別れの一本杉」「雨降る街角」「ギター流し」「男の舞台」「月の嫁入り舟」「浮草の宿」「ごめんヨかんべんナ」「トチチリ流し」「足摺岬」「風林火山の唄」「美濃の女」
- 高倉健「唐獅子牡丹」
- バーブ佐竹「女心の唄」
- 二葉百合子「岸壁の母」
- 三橋美智也「一本刀土俵入り」「泪と侍」「俺ら炭坑夫」「影」「父子星」「あゝ金沢城」
- 三船浩「男のブルース」「サワーグラスの哀愁」「枯れ葦小唄」「男の酒場」「夜更けの酒場」
- 若原一郎「吹けば飛ぶよな」「港のおりくさん」「風の吹きよで」「山陰の道」

### 作曲
- 二宮ゆき子「まつの木小唄」
- 春日八郎「瞼を合せて/津軽三号ひとり旅」
- 高倉健「霧の波止場」「泣かせるぜ」「未練じゃないか」
- 三橋美智也「大阿蘇慕情」「百万石の町・いろいろ小唄・酒ぐら五郷・火の山だより・越前べんがら格子・俺たちの海/やらずの雨・島の子守唄・男だな・竜田川・さいはての岬・信楽たぬき」「信州四季めぐり」
- 平川幸夫(1942年9月6日生まれ)「あゝ青森」「すすきのの女」「東北本線」「さよなら東京」「津軽海峡」「花の流れ」「日本海ながれ旅」「弘前のひと」「人生列車」「あゝ長崎」「島の波止場を船が出る」「お酒飲むなら」「涙よこっそり出ておいで」「俺はひとりぼっち」「どしゃ降りの街」「さすらい海峡」「三年三月」「やけに恋しいぜ」（白石十四男の弟子であった）
- 大月みやこ「柏おどり」

## 関連人物
- 川上英一
- 小町昭